# Palpita pallescens
Palpita pallescens là một loài bướm đêm trong họ Crambidae.